# Poritia naukydes
Poritia naukydes är en fjärilsart som beskrevs av Hans Fruhstorfer 1912. Poritia naukydes ingår i släktet Poritia och familjen juvelvingar. Inga underarter finns listade i Catalogue of Life.